# Wikipedia in lettone
La Wikipedia in lettone (in lettone Vikipēdija latviešu valodā) è l'edizione in lingua lettone dell'enciclopedia online Wikipedia. Tale edizione ebbe inizio ufficialmente il 6 giugno 2003.

## Storia
Tra i primi articoli creati vi era Psihologija, pubblicato il 6 giugno 2003, in seguito reindirizzato a Psiholoģija (psicologia) il 7 dicembre 2004. La pagina principale è stata creata quattro mesi dopo, precisamente il 6 ottobre 2003.
Tuttavia, l'edizione non ebbe molto successo: all'inizio dell'edizione, non furono subito pubblicate molte pagine sulla cultura lettone, solo nel 2006 si vide una crescita; per esempio Jāņi, festività lettone, non fu scritta sino al marzo 2008. Il 30 settembre 2013, la seguente Wikipedia introdusse il VisualEditor, e fu resa per tutti gli utenti disponibile il 7 ottobre 2013.
L'edizione ha superato i 50.000 articoli il 17 agosto 2013. 

### Logo
Il 22 settembre 2004 fu caricato il primo logo di "Wikipēdija" lettone, ma il 1º giugno 2005 è stato rinominato con "Vikipēdija".
In risposta al disastro del crollo del tetto del centro commerciale Zolitūde nel 21 novembre 2013, la Wikipedia lettone, così come diversi altri siti lettoni, ha cambiato il suo logo per tre giorni per includere nell'immagine una candela con sfondo nero.

## Statistiche
La Wikipedia in lettone ha 136 824 voci, 548 334 pagine, 132 439 utenti registrati di cui 267 attivi, 14 amministratori e una "profondità" (depth) di 71 (al 9 agosto 2025).
È la 68ª Wikipedia per numero di voci ma, come "profondità", è la 26ª fra quelle con più di 100.000 voci (al 14 ottobre 2024).

## Cronologia
- 28 febbraio 2005 — supera le 1000 voci
- 19 luglio 2007 — supera le 10.000 voci
- 17 agosto 2013 — supera le 50.000 voci ed è la 66ª Wikipedia per numero di voci
- 24 gennaio 2020 — supera le 100.000 voci ed è la 64ª Wikipedia per numero di voci

## Galleria d'immagini

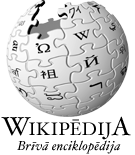
Il logo originale della Wikipedia in lettone, col nome "Wikipēdija"
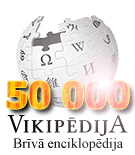
l logo commemorativo per 50.000 articoli raggiunti (17 agosto 2013)
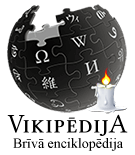
Il logo visualizzato in memoria delle vittime del crollo del tetto del centro commerciale Zolitūde (23-26 novembre 2013)